# 191-ша резервна дивізія (Третій Рейх)
191-ша резервна дивізія (Третій Рейх) (нім. 191. Reserve-Division) — резервна піхотна дивізія Вермахту, що входила до складу німецьких сухопутних військ у роки Другої світової війни.

## Історія
191-ша резервна дивізія сформована 1 жовтня 1942 року на території окупованої Бельгії в Шарлеруа шляхом реорганізації дивізії № 191, що була заснована у серпні 1939 року. Частини дивізії дислокувалися на півночі Франції, спочатку біля Монса, а потім у Булоні. Основні сили виконували завдання з оборони берегового узбережжя Ла-Маншу, в районах Етапль, Булонь-сюр-Мер, Аббвіль, Сент-Омер, Нефшатель-Ардело, Ле-Туке. Штаб-квартира дивізії перебувала в Монсі. 1 лютого 1944 року була переформована на 49-ту піхотну дивізію вермахту.

## Райони бойових дій
- Бельгія та Північна Франція (жовтень 1942 — лютий 1944)

## Командування

### Командири
- генерал-майор Карл фон Девіц-Кребс (1 жовтня 1942 — 1 березня 1943)
- генерал-майор Зігфрід Махольц (1 березня 1943 — 1 січня 1944)
- генерал-лейтенант Еріх Бесслер (1 січня — 1 лютого 1944)

### Підпорядкованість
| Час      | Корпус    | Армія | Група армій (округ) | Штаб |
| -------- | --------- | ----- | ------------------- | ---- |
| 1943     |           |       |                     |      |
| березень | LXXXI ак  | 15 А  | Група армій «D»     | Монс |
| травень  | LXXXII ак | 15 А  | Група армій «D»     | Монс |
| 1944     |           |       |                     |      |
| січень   | LXXXII ак | 15 А  | Група армій «D»     | Монс |

### Склад
| 1943                                      |
| ----------------------------------------- |
| 31-й резервний гренадерський полк         |
| 267-й резервний гренадерський полк        |
| Резервна тактична група «Центр»           |
| I/211-й резервний артилерійський дивізіон |
| 1091-ша резервна протитанкова рота        |
| 1091-й резервний самокатний ескадрон      |
| 1091-й резервний інженерний батальйон     |
| 1091-ша рота зв'язку                      |
| 1091-ше дивізійне управління забезпечення |